# Omicidio di Dee Dee Blanchard
L'omicidio di Dee Dee Blanchard è un caso di cronaca nera avvenuto il 10 giugno 2015 che ha visto vittima Clauddine "Dee Dee"  Blanchard.

## Storia
La sera del 14 giugno 2015 gli uomini dello sceriffo di Greene County, nel Missouri, avvisati da alcuni vicini che avevano letto un inquietante post su Facebook, “That Bitch is dead!” ("quella stronza è morta"), fecero irruzione nella casa di Clauddine "Dee Dee" Blanchard dove trovarono la donna uccisa nel suo letto. 
In casa non fu trovata la figlia, Gypsy Rose, la quale, a detta della madre, soffriva di vari disturbi come leucemia, asma, distrofia muscolare e, insieme a molte altre condizioni croniche, le era stato inserito un tubo per l'alimentazione e aveva la capacità mentale di un bambino di 7 anni a causa di danni al cervello dovuti alla nascita prematura. Poiché i farmaci di Gypsy e la sedia a rotelle sulla quale era costretta si trovavano all'interno dell'abitazione, si pensò a un rapimento ma, tuttavia, la ragazza fu rintracciata dalla polizia il giorno seguente, nel Wisconsin, in compagnia del fidanzato Nicholas Godejohn, conosciuto online.
Dopo essere stata rintracciata dalla polizia, Gypsy Rose rivelò la sua storia di abusi. In seguito, fornì le cartelle cliniche delle varie visite e ricoveri, fornitele dal padre, che la madre aveva allontanato dalla loro vita. Ulteriori indagini rivelarono come alcuni medici che avevano esaminato Gypsy Rose non avevano trovato alcuna prova dei disturbi dichiarati dalla madre, che si sospettava soffrisse della Sindrome di Münchhausen per procura: un disturbo mentale in cui un genitore o tutore arreca danni fisici al minore o ad altra persona incapace per farlo credere malato e attirare l'attenzione e comprensione su di sé. Dee Dee aveva fatto in modo che la figlia si facesse passare per minorenne e fingesse di essere disabile e malata cronica, sottoponendola a interventi chirurgici e cure farmaceutiche non necessari e controllandola tramite abusi fisici e psicologici. Inoltre, a causa delle malattie che Dee Dee aveva dichiarato, Gypsy e sua madre avevano avuto molte donazioni da organizzazioni benefiche come Habitat for Humanity, Ronald McDonald House e la Fondazione Make-A-Wish, oltre a varie forme di sostegno: contributi privati, consulti medici gratuiti, biglietti per viaggi e concerti. Nel 2008 Habitat for Humanity aveva costruito per Gypsy e Dee Dee una casa con una rampa per sedia a rotelle e una vasca idromassaggio.
La storia della madre single con una figlia gravemente disabile, costretta a fuggire dalla devastazione dell'uragano Katrina, ricevette attenzione da parte dei media locali. Nel 2015 Gypsy fu premiata dalla Oley Foundation, che si batte per i diritti di chi deve vivere con il tubo di alimentazione. Fin da quando era piccola, la madre aveva attribuito alla figlia una serie di malanni e non le aveva permesso nemmeno di andare a scuola, sempre adducendo la sua salute precaria. L'aveva fatta visitare da vari specialisti, principalmente al Tulane Medical Center e al Children's Hospital di New Orleans, in cerca di cure per le malattie che Dee Dee sosteneva avesse la figlia; a causa dei problemi che la donna riferiva, furono eseguiti diversi interventi chirurgici sulla bambina, che veniva regolarmente portata al pronto soccorso dalla madre per disturbi minori.
Dee Dee rasava la testa di Gypsy per ricordare l'aspetto di un paziente in chemioterapia. Quando non erano a casa, portava sempre con sé la bombola di ossigeno; Gypsy è stata alimentata tramite una sonda di alimentazione con PediaSure, l'integratore alimentare per bambini, fino a 20 anni. Dee Dee fece trattare le ghiandole salivari di Gypsy col botox, poi gliele fece estrarre del tutto, per evitare che sbavasse. In seguito Gypsy sostenne che sua madre aveva indotto quell'effetto fisico usando un anestetico topico per intorpidire le gengive prima delle visite mediche. Le si rovinarono molti denti e fu costretta a estrarli. Gypsy racconta che Dee Dee le teneva sempre la mano in presenza di altri. Ogni volta che Gypsy diceva qualcosa che poteva far dubitare delle sue malattie o delle sue limitate capacità mentali, la madre le stringeva la mano con violenza e, una volta sola, la picchiava. Inoltre, la madre sosteneva che il certificato di nascita di sua figlia era andato distrutto a causa dell'uragano Katrina e le attribuiva un'età inferiore a quella reale.
Dal 2011 Gypsy aveva iniziato a frequentare convention di fantascienza e fantastico, a volte in costume. Nel 2011 aveva incontrato un uomo - conosciuto su Internet - a una di queste convention e si era allontanata con lui. Sua madre l'aveva ritrovata con l'uomo in una stanza d'albergo. Appena tornate a casa, Dee Dee aveva distrutto il suo computer con un martello, minacciando di fare lo stesso con le dita della ragazza, l'aveva poi tenuta al guinzaglio e ammanettata al letto per due settimane. In seguito, comunque, Gypsy aveva ripreso a usare Internet dopo che sua madre era andata a letto. Nel 2012 Gypsy aveva iniziato a chattare con Nicholas Godejohn, un ragazzo della sua età di Big Bend, Wisconsin, che aveva un precedente per esibizionismo e problemi psichiatrici. In seguito Gypsy organizzò un incontro con Godejohn, in cui i due, alla presenza di Dee Dee, dovevano fingere di incontrarsi per la prima volta.
Dopo quell'occasione, in cui fecero sesso per la prima volta nel bagno del cinema in cui si erano incontrati, i due continuarono a sentirsi su internet e iniziarono a sviluppare il loro piano per uccidere Dee Dee. Godejohn tornò a Springfield nel giugno 2015 e si appostò all'interno di casa Blanchard mentre le due donne erano dal medico. Una volta che furono tornate, mentre la madre stava dormendo, Gypsy aprì la porta a Godejohn, che aggredì a morte Dee Dee nel suo letto con vari colpi di coltello. Dopo l'omicidio, Godejohn e Gypsy fecero sesso, quindi presero tutti i soldi che trovarono e si rifugiarono in un hotel nella periferia della città in attesa di poter partire per il Wisconsin, diretti a casa di lui. In quel periodo, mentre facevano compere in vari negozi, furono ripresi dalle telecamere di sicurezza. Gypsy camminava autonomamente e indossava una parrucca. I due, temendo di essere fermati dal metal detector alla stazione dei pullman, misero il coltello e i guanti usati per l'omicidio in una busta e li spedirono a casa di lui. Partirono quindi per il Wisconsin.

### L'arresto e il processo
Una volta arrivati a casa di Godejohn, i due decisero di scrivere un post sull'account Facebook che Gypsy aveva insieme alla madre per fare in modo che il corpo venisse trovato. Vicini di casa e amici segnalarono l'esistenza del messaggio alla polizia, che fece irruzione nella casa trovando il cadavere di Dee Dee Blanchard. Fu proprio grazie alla localizzazione dell'indirizzo IP usato per collegarsi a Facebook che la polizia arrivò a casa di Godejohn e arrestò i due giovani che furono poi sottoposti a due processi separati.
Nel 2017 Gypsy Rose accettò un patteggiamento che teneva conto di quel che aveva subito e fu condannata a 10 anni di carcere per omicidio di secondo grado. Godejohn invece, dopo un processo tenutosi nel novembre 2018, fu giudicato colpevole di omicidio di primo grado e condannato all'ergastolo.

### Scarcerazione
Nel settembre 2023 viene annunciato il rilascio anticipato di Gypsy Rose Blanchard dal carcere, che è avvenuto in data 28 dicembre 2023.

## Influenza culturale
L'esperto di Münchhausen Marc Feldman ha affermato che questo è il primo caso di cui sia venuto a conoscenza nella sua esperienza venticinquennale che ha il suo culmine nella morte del molestatore; ha anche ipotizzato che Godejohn sia stato abilmente manipolato da Gypsy Blanchard, arte che la donna avrebbe appreso molto bene dalla madre.
Il caso è stato oggetto di un documentario della HBO del 2017, Mommy Dead and Dearest, diretto da Erin Lee Carr e del documentario del 2018 Gypsy's Revenge, diretto da Jesse Vile. La vicenda è stata inoltre trasposta nella serie TV The Act.